# Doug Serrurier
Louis Douglas Serrurier (1920. december 9. – 2006. június 4.) dél-afrikai autóversenyző.

## Pályafutása
1962 és 1965 között három alkalommal vett részt a Formula–1-es világbajnokság dél-afrikai versenyén. Az 1962-es futamon technikai problémák miatt nem ért célba, majd a 63-as nagydíjon tizenegyedik lett. Az 1965-ös versenyen nem jutott túl a kvalifikáción, így a futamon már nem indulhatott el.
1961 és 1965 között rajthoz állt több, a világbajnokság keretein kívül rendezett Formula–1-es versenyen is.

## Eredményei

### Teljes Formula–1-es eredménylistája
(Táblázat értelmezése)

(Félkövér: pole-pozícióból indult; dőlt: leggyorsabb kört futott) 

| Év   | Csapat       | Modell  | Motor                 | 1      | 2   | 3   | 4   | 5   | 6   | 7   | 8   | 9      | 10     | Helyezés | Pont |
| ---- | ------------ | ------- | --------------------- | ------ | --- | --- | --- | --- | --- | --- | --- | ------ | ------ | -------- | ---- |
| 1962 | Otelle Nucci | LDS Mk2 | Alfa Romeo Straight-4 | NED    | MON | BEL | FRA | GBR | GER | ITA | USA | RSA Ki |        | -        | 0    |
| 1963 | Otelle Nucci | LDS Mk2 | Alfa Romeo Straight-4 | MON    | BEL | NED | FRA | GBR | GER | ITA | USA | MEX    | RSA 11 | -        | 0    |
| 1965 | Otelle Nucci | LDS Mk2 | Climax Straight-4     | RSA Nk | MON | BEL | FRA | GBR | NED | GER | ITA | USA    | MEX    | -        | 0    |

## Külső hivatkozások
- Profilja a grandprix.com honlapon (angolul)
- Profilja a statsf1.com honlapon (angolul)
- Profilja a driverdatabase.com honlapon (angolul)